# Asclepio 21-29
Asclepio 21-29 es el último tratado del Códice VI de Nag Hammadi (8, 65-78), y se trata de un fragmento copto del manuscrito del Asclepio.

## Versión latina
En la traducción latina la obra se conoce como De Hermes Trimegisto: libro sagrado dedicado a Asclepio. El texto griego original (El Discurso Perfecto) existía a principios del s. IV, como lo prueba la inserción en los Papiros mágicos (PGM III 551) de la plegaria final (Asclepio 41), así como las citas de Lactancio en Divinae Institutiones.

## Versión copta
Estos fragmentos de Nag Hammadi son la versión copta de los capítulos 21-29 del Discurso Perfecto: El sexo, misterio divino (21), Los dioses terrenales, el carácter divino del hombre, el hombre artífice de dioses, (22-24),  La Profecía: muerte y regeneración del cosmos (24-27), De la muerte y la inmortalidad: juicio de las almas (27-29).
En la versión copta se trata de un diálogo entre Hermes Trismegisto y su discípulo Asclepio, que empieza con una comparación asombrosamente explícita de las relaciones sexuales con la iniciación en los misterios sagrados (65, 35). Esta asociación está también presente en el Discurso sobre la Ogdóada y la Eneada (NH VI, 7) pero es presentada mucho más explícitamente aquí. Sigue una discusión sobre el origen y la naturaleza de humanidad, donde los seres humanos son considerados seres superiores a los dioses, porque son menos limitados: su inmortalidad es adquirida a través del aprendizaje y el conocimiento. Sigue lo que parece ser una defensa de adoración a ídolos.
Después, Egipto es exaltado como imagen del cielo, pero son pronosticadas noticias graves (70, 4-5). En un pasaje hermoso y conmovedor, Hermes llora cuando se anuncia la destrucción del mundo (71,35-72,26). Sin embargo, la regeneración del mundo vendrá, o incluso está ya en curso en un sentido misterioso (74,7-16). El texto termina con una descripción del destino post mortem del alma (76, 22-78, 43). Al dejar el cuerpo, asciende hasta ser recibido por un gran espíritu. Si ha sido bueno, le es permitido continuar su ascenso, pero si no, es recluido en la región entre tierra y cielo y castigado cruelmente.
Cabe preguntarse por qué fue incluido este Fragmento aquí. El énfasis que los textos herméticos pusieron sobre el ascetismo, su enfoque sobre conocimientos revelados, y su contenido escatológico, son características compartidas con muchos otros textos de Nag Hammadi, y razones para hacerlos atractivos a las personas que compilaron la colección.

## Definiciones Herméticas
La primera publicación moderna de las Definiciones Herméticas, conservada en seis manuscritos de Armenia copiados entre el siglo XIII y el XVI, fue en 1956, pero atrajo poca atención. La lengua original de este texto habría sido griega, de finales de siglo VI.
Las Definiciones Herméticas son, como el nombre indica, una serie de definiciones y discusiones breves de los conceptos y entidades, incluyendo la naturaleza de Dios, el alma, el hombre, el intelecto, etcétera. En su estructura, hace mucho uso de las preguntas retóricas, que son respondidas luego por fórmulas dogmáticas. Las ideas son desarrolladas no a través de la dialéctica como, por ejemplo, en la tradición platónica, sino por la asociación y la evolución de palabras clave o imágenes. La recopilación literaria hermética estaba estructurada alrededor de la conexión y la interpretación de oraciones individuales, y ciertos conceptos fundamentales. Estas oraciones llegaron a ser la sabiduría más temprana y constituyeron la base para toda futura especulación hermética. Las doctrinas imaginarias y teológicas, o filosóficas específicas, son secundarias: surgen de las costumbres especulativas sobre estas oraciones, y estas oraciones quedan arraigadas en toda obra posterior.